# Тор (гора)
Тор (англ. Mount Thor, инуктитут ᙯᕐᓱᐊᓗᒃ Qaisualuk или ᑭᒍᑎᙳᐊᖅ Kigutinnguaq), также известная как Тор-Пик (англ. Thor Peak) — горная вершина на острове Баффинова Земля. Расположена в национальном парке Ауюиттук, в 46 км к северо-востоку от Пангниртунга. Высота над уровнем моря составляет 1675 метров. Тор имеет самый большой на Земле вертикальный откос: 1 250 м в высоту и средний угол 105 градусов. Из-за этой особенности, гора является популярным местом для скалолазания.
На горе разрешён кемпинг. Несколько специально выделенных кемпингов расположены по всему перевалу Акшаюк. Для альпинистов, желающих взобраться на гору Тор, в нескольких километрах к северу от базы есть установленный кемпинг с ветрозащитными полосами и аварийными укрытиями.
Гора названа именем скандинавского бога  грома Тора.

## География
Гора Тор является частью Баффиновых гор, которые, в свою очередь, являются частью горной цепи Арктических Кордильер. Гора состоит из гранита.
|  |  |  |

## Восхождения
Дональд Мортон и Лайман Спитцер совершили первое восхождение на гору Тор в 1965 году во время экспедиции Альпийского клуба Канады под руководством Пэта Бэрда.
Первое восхождение на западной стороне горы было осуществлено Эрлом Редферном, Джоном Бэгли, Эриком Брандом и Томом Беплером в 1985 году. Первое одиночное восхождение на западной стороне было завершено Джейсоном «Сингером» Смитом в 1998 году. Первое свободное скалолазание по юго-западной стороне было осуществлено в 2012 году Биллом Боргером и Джоном Фурно.